# Петров, Дмитрий Петрович (хоккеист)
Дмитрий Петрович Петров (13 ноября 1913 — 26 февраля 1982) — советский хоккеист, вратарь.

## Биография
Воспитанник клуба по хоккею с мячом «Красная роза» (Москва).
С 1946 года играл в хоккей с шайбой. В сезоне 1946/47 выступал за ЦДКА, серебряный призёр первого чемпионата СССР. В 1947—1950 годах играл за московский «Спартак», серебряный призёр чемпионата СССР 1947/48. В 1950—1952 годах выступал в составе аутсайдера высшей лиги «Спартак» (Минск).
В 1952 году также играл в чемпионате СССР по хоккею с мячом в составе московского «Спартака».
Скончался 26 февраля 1982 года на 69-м году жизни.

## Личная жизнь
Сын Александр (1945—2011) — журналист, работал в ряде московских газет, в том числе спортивных.